# Alfred Rangod Pechiney
Alfred Rangod Pechiney (né le 25 septembre 1833 à Paris - mort le 18 janvier 1916 à Hyères) est un industriel français, qui a donné son nom à l'entreprise métallurgique Pechiney.

## Biographie
Né Alfred Rangod, il perd très jeune son père, Antoine Rangod. Quelques années plus tard, il accole à son nom celui du second mari de sa mère, Pechiney. Après des études de chimie, il succède en 1877 à Henry Merle, fondateur de la Compagnie des Produits Chimiques d'Alais et de la Camargue (CPAC), installée à Salindres (Gard), dont il était directeur. Cette usine est à cette époque pionnière dans la production d'un nouveau métal, l'aluminium.
Il est maire de Salindres de 1883 à 1904.
En 1950, sa société, qui a entre-temps fusionné en 1921 avec la Société électrométallurgique française (SEMF) fondée par Paul Héroult, prendra son nom.